# タムドゥオン県
タムドゥオン県（タムドゥオンけん、ベトナム語：Huyện Tam Đường / 縣三塘?）は、ベトナムライチャウ省の県である。面積は686.57 km2、人口は55,810人（2018年）である。

## 行政区画
以下の1市鎮13社から構成される。
- タムドゥオン市鎮（Tam Đường / 三塘）
- バンボー社（Bản Bo / 本甫）
- バンザン社（Bản Giang / 本江）
- バンホン社（Bản Hon / 本昏）
- ビンルー社（Bình Lư / 平廬）
- ザンマー社（Giang Ma / 江馬）
- ホタウ社（Hồ Thầu / 湖偷）
- クンハ社（Khun Há）
- ナタム社（Nà Tăm / 那沁）
- ヌンナン社（Nùng Nàng / 儂娘）
- ソンビン社（Sơn Bình / 山平）
- スンファイ社（Sùng Phài）
- タレン社（Tả Lèng）
- テンシン社（Then Xin）